# USA뿅
USA뿅(일본어: USAピョン, 성우: 시케모토 코토리/정혜옥)은 요괴워치의 등장인물이다. 베이더 모드를 켤 때의 하는 말은 테메(てめえ)'이 자식'이라는 뜻, 한국판:  "얌마" 또는 "이게 정말…!"). 의외로 자신을 생전에(물론 우사뿅)키워준 한 우주비행사를 동경하며 언젠간 우주여행을 하겠다는 꿈을키우는 토끼요괴다. 우주복을 입고 있다. 베이더 모드를 키면 헬멧이 까맣게 변한다.

## 필살기
- 極太USAビーム(일본)
- 울트라빔(한국)

## 참고 자료
- “妖怪ウォッチ｜キャラクター” (일본어). 2021년 9월 3일에 확인함.